# Maggie et Bianca
 (février 2017).
Si vous disposez d'ouvrages ou d'articles de référence ou si vous connaissez des sites web de qualité traitant du thème abordé ici, merci de compléter l'article en donnant les références utiles à sa vérifiabilité et en les liant à la section « Notes et références ».
Maggie et Bianca (Maggie and Bianca Fashion Friends) est une sitcom italienne en 78 épisodes de 24 minutes créée par Iginio Straffi et diffusée entre le 29 août 2016 et le 2 décembre 2017 sur Rai Gulp.
En France, elle est diffusée sur Gulli, depuis le 4 février 2017 et sur Netflix depuis le 3 juillet 2017, mais seules les 2 premières saisons furent diffusées.

## Synopsis
Maggie, une jeune américaine de famille modeste, et Bianca, issue d'une riche italienne, sont toutes deux fans de musique et de mode mais n'ont pas les mêmes gouts. Malgré cela, elles tissent un lien d'amitié et créent un groupe.

## Fiche technique
- Titre original : Maggie and Bianca Fashion Friends
- Titre français : Maggie et Bianca
- Création : Emanuela Canonico, Elena Bucaccio
- Réalisation : Yuri Rossi, Paolo Massari
- Scénario : Iginio Straffi, Emanuela Canonico, Elena Bucaccio
- Direction artistique : Fabrizio D'Arpino
- Costumes : Maria Sabato
- Photographie : Daniele Poli, Giulio Paolo Pietromarchi, Federico Annicchiarico, Giuseppe Gallo
- Montage : Luca Maria Papaleo
- Musique : Maurizio D'Aniello, Marco Grasso, Mauro Tondini, Francesco Cerrato, Mario Amato
- Production : Iginio Straffi ; Joanne Lee, Denise Bracci, Mario Anniballi, Annita Romanelli (exécutifs)
- Sociétés de production : Rainbow, Rai Fiction
- Sociétés de distribution :
- Pays d'origine :  Italie
- Langue originale : italien
- Format : couleur — 16:9 — son stéréo
- Genre : sitcom musicale
- Nombre d'épisodes : 78 (3 saisons)
- Durée : 24 minutes
- Dates de sortie :
  - Italie : 29 août 2016 (Rai Gulp)
  - France : 4 février 2017 (Gulli)

## Distribution

### Saison 1

#### Personnages principaux
- Emanuela Rei (VFB : Mélanie Dermont) : Maggie Davis
- Giorgia Boni (VFB : Esther Aflalo) : Bianca Lussi
- Sergio Ruggeri (VFB : Maxime Donnay) : Jacques Bertrand
- Luca Murphy (VFB : Alexis Flamant) : Quinn O'Connor
- Federica Corti (VFB : Audrey d'Hulstère) : Nausica Bianchetti
- Sergio Melone (VFB : Gautier De Fauconval) : Eduard « Edu » Zonte
- Tiffany Zhou (VFB : Cathy Boquet) : Yuki
- Federico Pedroni : Leonardo
- Elia Nichols (VFB : Angélique Leleux) : Professeur Allison Tucker
- Alvaro Gradella (VFB : Daniel Nicodème) : Proviseur Riccardo Maffei
- Simone Lijol (VFB: Nicolas Matthys) : Professeur Ferrari
- Walter Leonardi (VFB : Michelangelo Marchese) : Oncle Max
- Clelia Piscitello (VFB : Nathalie Hons) : Dolores

#### Personnages secondaires
- Greta Bellusci : Rachel Davis
- Paolo Romano : Alberto Lussi
- Gianni Garko : Tancredi Lombardi
- Jody Cecchetto : Andrew
- Paolo Fantoni : Felipe
- Simona Di Bella (VFB : Delphine Moriau) : Susan

### Saison 2

#### Personnages principaux
- Emanuela Rei (VFB : Mélanie Dermont) : Maggie Davis
- Giorgia Boni (VFB : Esther Aflalo) : Bianca Lussi
- Sergio Ruggeri (VFB : Maxime Donnay) : Jacques Bertrand
- Luca Murphy (VFB : Alexis Flamant) : Quinn O'Connor
- Tiffany Zhou (VFB : Cathy Boquet) : Yuki
- Federica Corti (VFB : Audrey d'Hulstère) : Nausica Bianchetti
- Sergio Melone (VFB : Gautier De Fauconval) : Eduard « Edu » Zonte
- Jody Cecchetto : Andrew
- Paolo Fantoni : Felipe
- Simona Di Bella (VFB : Delphine Moriau) : Susan
- Elia Nichols (VFB : Angélique Leleux) : Professeur Allison Tucker
- Giovanni Bussi (VFB : Sébastien Hébrant) :  Professeur Falques
- Alvaro Gradella (VFB : Daniel Nicodème) : le proviseur Riccardo Maffei
- Walter Leonardi (VFB : Michelangelo Marchese) : Oncle Max
- Clelia Piscitello (VFB : Nathalie Hons) : Dolores
- Greta Bellusci : Rachel Davis
- Paolo Romano : Alberto Lussi

#### Personnages secondaires
- Gianni Garko : Tancredi Lombardi

### Saison 3

#### Personnages principaux
- Emanuela Rei (VFB : Mélanie Dermont) : Maggie Davis
- Giorgia Boni (VFB : Esther Aflalo) : Bianca Lussi
- Paolo Fantoni : Felipe
- Sergio Ruggeri (VFB : Maxime Donnay) : Jacques Bertrand
- Luca Murphy (VFB : Alexis Flamant) : Quinn O'Connor
- Federica Corti (VFB : Audrey d'Hulstère) : Nausica Bianchetti
- Sergio Melone (VFB : Gautier De Fauconval) : Eduard « Edu » Zonte
- Maria Luisa De Crescenzo : Eloise
- Elia Nichols (VFB : Angélique Leleux) : Professeur Allison Tucker
- Walter Leonardi (VFB : Michelangelo Marchese) : Oncle Max
- Giovanni Bussi (VFB : Sébastien Hébrant) :  Professeur Falques
- Alvaro Gradella (VFB : Daniel Nicodème) : le proviseur Riccardo Maffei
- Greta Bellusci : Rachel Davis
- Paolo Romano : Alberto Lussi

#### Personnages secondaires
- - Gianni Garko : Tancredi Lombardi

Version française
- Sociétés de doublage : C You Soon (Belgique)
- Direction artistique : Alexandra Correa
- Adaptation : Jean-Yves Jaudeau, Fabrice Bénard, Dominique Vandeville

## Épisodes
| Saison | Saison | Épisodes | Italie            | Italie            | France           | France           |
| Saison | Saison | Épisodes | Début             | Fin               | Début            | Fin              |
| ------ | ------ | -------- | ----------------- | ----------------- | ---------------- | ---------------- |
|        | 1      | 26       | 29 août 2016      | 28 septembre 2016 | 4 février 2017   | 2 avril 2017     |
|        | 2      | 26       | 11 janvier 2017   | 18 février 2017   | 7 septembre 2017 | 22 décembre 2017 |
|        | 3      | 26       | 18 septembre 2017 | 2 décembre 2017   | NC               | NC               |

### Saison 1 (2016)
1. Les rêves deviennent réalité (Il mio sogno)
2. Les Pires Amies (Peggiori amiche)
3. Premier jour d'école (Primo giorno di scuola)
4. Photographier la mode (Fotografare la moda)
5. La Journée la plus belle (Il giorno più bello)
6. Jamais sans porte-bonheur (Mai senza il portafortuna)
7. Mannequin d'un jour (Modella per un giorno)
8. On n'échappe pas à l'amour (Impossibile sfuggire all'amore)
9. Et si j'étais toi (Nei suoi panni)
10. Chantage (Il ricatto)
11. Les Aventuriers de l'examen perdu (I predatori dell'esame perduto)
12. Le Fantôme de l'académie (Il fantasma dell'accademia)
13. Le Concert parfait (Il concerto perfetto)
14. Retour vers le passé (Il passato che torna)
15. Miss Venice (Miss Venice)
16. L'Anniversaire de l'école (Anniversario della scuola)
17. Question de style (Questione di stile)
18. Les Élections (Le elezioni)
19. Faire confiance (Mi fido di…)
20. Pas de fête sans masque ! (Niente maschera, niente festa!)
21. La Célébrité en moins (Nessuno dica “CoolGhost”)
22. Premier Défi (La prima sfida)
23. La Demi-finale (La semifinale)
24. Faire le bon choix ! (Fai la cosa giusta)
25. Lockart le grand ! (Il grande Lockart)
26. Le Défilé de fin d'année (La grande sfilata)

### Best of(2017)
La première saison a été diffusée en France sous forme de Best of  en deux parties les  4 et 5 septembre 2017.
1. Une année super Go.Zy., partie 1
2. Une année super Go.Zy., partie 2

### Saison 2 (2017)
1. Une rentrée...cauchemardesque (Un inizio da... incubo)
2. La Blogosphère de la mode (popolo dei fashion blogger)
3. La Théorie des contraires (I poli opposti)
4. Quelque chose de Go.Zy (Qualcosa di Go.Zy)
5. Le Talent caché (Il talento nascosto)
6. À couteaux tirés (Ai ferri corti)
7. Chacun son histoire (A ognuno la sua storia)
8. Princesses et Chevaliers (Cavalieri e principesse)
9. Quatrième de couverture (Il retro del book)
10. Supers Pouvoirs (Super poteri)
11. Les Trois Règles de l'amitié (Missione amicizia)
12. Question de détail (Questioni di particolari)
13. Le Grand Gala (Il gran gala)
14. Loin des ennuis (Lontano dai guai)
15. Où est Bianca ? (Bianca dov'è?)
16. La Réalité (Reality)
17. Les Intruses (Estranei in accademia)
18. Plein feux sur le futur (Intorno al futuro)
19. Restons positif (#staypositive)
20. Maman arrive ! (Mamma in arrivo!)
21. Chaos créatif (Caos creativo)
22. Maquillage et Artifice (Non c'è trucco senza inganno)
23. Grosse Déception (Peggio è il nuovo meglio)
24. Une idée géniale (Provaci ancora, Maggie!)
25. Une famille zarbie (Una strana famiglia)
26. La Comédie musicale (Il musical)

### Saison 3 (2017)
1. titre français inconnu (Anno nuovo, vita inaspettata!)
2. titre français inconnu (Al lavoro)
3. titre français inconnu (Magica infanzia)
4. titre français inconnu (Consigli e bisbigli)
5. titre français inconnu (Voci di corridoio)
6. titre français inconnu (Punti di vista)
7. titre français inconnu (Sii sempre te stesso!)
8. titre français inconnu (Buon compleanno Bianca!)
9. titre français inconnu (Sorprendere di gusto!)
10. titre français inconnu (Non aprite quel pacco!)
11. titre français inconnu (Un pigiama per sognare)
12. titre français inconnu (Ottimismo in prestito)
13. titre français inconnu (Scelte difficili!)
14. titre français inconnu (Tradimenti e pentimenti)
15. titre français inconnu (Ritorno al profumo)
16. titre français inconnu (In copertina)
17. titre français inconnu (Nessuno è perfetto!)
18. titre français inconnu (Sulle tracce del mistero)
19. titre français inconnu (Un ospite indesiderato!)
20. titre français inconnu (Zen e marionette!)
21. titre français inconnu (Segreti di carta)
22. titre français inconnu (Corsa contro il tempo!)
23. titre français inconnu (Una scenografia professionale)
24. titre français inconnu (La principessa e il rospo!)
25. titre français inconnu (Una scelta alternativa)
26. titre français inconnu (Credere all'incredibile!)

## Chansons

### Come le star(2017)
Le premier album de la série, Come le star,  est sorti le 31 mars 2017.
| Come le star | Come le star                | Come le star                                            | Come le star                 | Come le star | Come le star | Come le star | Come le star | Come le star | Come le star |
| No           | Titre                       | Auteur                                                  | Interprète(s)                | Durée        |              |              |              |              |              |
| ------------ | --------------------------- | ------------------------------------------------------- | ---------------------------- | ------------ | ------------ | ------------ | ------------ | ------------ | ------------ |
| 1.           | Fashion Friends             | Elisa Rosselli / Maurizio D'Aniello                     | Emanuela Rei et Giorgia Boni | 1:40         |              |              |              |              |              |
| 2.           | In My Shoes                 | Elisa Rosselli / Valerio Fanciano                       | Emanuela Rei et Giorgia Boni | 3:10         |              |              |              |              |              |
| 3.           | Infinite Sky                | Elisa Rosselli / Maurizio D'Aniello et Stefano Brandoni | Giorgia Boni                 | 2:41         |              |              |              |              |              |
| 4.           | Come le star                | Elisa Rosselli / Maurizio D'Aniello                     | Emanuela Rei et Giorgia Boni | 3:53         |              |              |              |              |              |
| 5.           | Never Give Up               | Elisa Rosselli / Maurizio D'Aniello                     | Emanuela Rei et Giorgia Boni | 2:55         |              |              |              |              |              |
| 6.           | A Tutto Volume              | Elisa Rosselli / Maurizio D'Aniello                     | Emanuela Rei et Giorgia Boni | 2:33         |              |              |              |              |              |
| 7.           | Here We Are                 | Elisa Rosselli / Maurizio D'Aniello                     | Emanuela Rei et Giorgia Boni | 2:37         |              |              |              |              |              |
| 8.           | Me Myself and I             | Elisa Rosselli / Maurizio D'Aniello                     | Emanuela Rei et Giorgia Boni | 3:34         |              |              |              |              |              |
| 9.           | The Soundtrack of Our Lives | Elisa Rosselli / Valerio Fanciano                       | Emanuela Rei et Giorgia Boni | 2:34         |              |              |              |              |              |
| 10.          | Music Is Everywhere         | Elisa Rosselli / Maurizio D'Aniello                     | Emanuela Rei et Giorgia Boni | 2:43         |              |              |              |              |              |
| 11.          | Beautiful Swans             | Elisa Rosselli / Maurizio D'Aniello                     | Emanuela Rei et Giorgia Boni | 3:12         |              |              |              |              |              |
| 12.          | Out There                   | Elisa Rosselli / Maurizio D'Aniello et Mario Amato      | Emanuela Rei et Giorgia Boni | 3:44         |              |              |              |              |              |
| 13.          | Here We Go                  | Michael Campion, Kalina Campion, Kiana Campion          | Emanuela Rei et Giorgia Boni | 3:04         |              |              |              |              |              |
| 14.          | Relationship Game           | Michael Campion, Kalina Campion, Kiana Campion          | Emanuela Rei et Giorgia Boni | 3:06         |              |              |              |              |              |
| 15.          | I Dance and Sing            | Elisa Rosselli / Maurizio D'Aniello                     | Emanuela Rei et Giorgia Boni | 3:04         |              |              |              |              |              |
| 16.          | Part of Me                  | Elisa Rosselli / Maurizio D'Aniello                     | Emanuela Rei et Giorgia Boni | 2:39         |              |              |              |              |              |
| 50 minutes   |                             |                                                         |                              |              |              |              |              |              |              |

### Hands Up(2017)
Le second album de la série est sorti le 15 septembre 2017.
| Hands Up   | Hands Up                        | Hands Up                                           | Hands Up                     | Hands Up | Hands Up | Hands Up | Hands Up | Hands Up | Hands Up |
| No         | Titre                           | Auteur                                             | Interprète(s)                | Durée    |          |          |          |          |          |
| ---------- | ------------------------------- | -------------------------------------------------- | ---------------------------- | -------- | -------- | -------- | -------- | -------- | -------- |
| 1.         | Hands Up                        | Vittoria Haid / Maurizio D'Aniello                 | Emanuela Rei et Giorgia Boni | 3:37     |          |          |          |          |          |
| 2.         | Forever Friends                 | Chuck Rolando / Chuck Rolando et Lucio Fabbri      | Emanuela Rei et Giorgia Boni | 3:21     |          |          |          |          |          |
| 3.         | Anytime Anyday Anywhere         | Chuck Rolando / Andrea Vetralla et Enrico Palmosi  | Emanuela Rei et Giorgia Boni | 3:55     |          |          |          |          |          |
| 4.         | We Are Alive                    | Elisa Rosselli / Maurizio D'Aniello                | Emanuela Rei et Giorgia Boni | 3:13     |          |          |          |          |          |
| 5.         | School Year                     | Vittoria Haid / Maurizio D'Aniello                 | Emanuela Rei et Giorgia Boni | 3:00     |          |          |          |          |          |
| 6.         | The Beauty of Life              | Chuck Rolando / Chuck Rolando et Lucio Fabbri      | Emanuela Rei et Giorgia Boni | 2:33     |          |          |          |          |          |
| 7.         | I Promise                       | Chuck Rolando / Chuck Rolando et Lucio Fabbri      | Emanuela Rei et Giorgia Boni | 2:59     |          |          |          |          |          |
| 8.         | Un piccolo big bang (Out There) | Elisa Rosselli / Maurizio D'Aniello et Mario Amato | Emanuela Rei et Giorgia Boni | 3:41     |          |          |          |          |          |
| 9.         | It's Time to Party              | Chuck Rolando / Chuck Rolando et Lucio Fabbri      | Emanuela Rei et Giorgia Boni | 2:54     |          |          |          |          |          |
| 10.        | Let's Go Travelling             | Chuck Rolando/Chuck Rolando et Lucio Fabbri        | Emanuela Rei et Giogia Boni  | 3:12     |          |          |          |          |          |
| 11.        | Over and Over Again             | Michael Campion, Kalina Campion, Kiana Campion     | Emanuela Rei et Giorgia Boni | 2:36     |          |          |          |          |          |
| 12.        | Noi siamo così (We Are Alive)   | Elisa Rosselli / Maurizio D'Aniello                | Emanuela Rei et Giorgia Boni | 3:13     |          |          |          |          |          |
| 13.        | Love Is Hard                    | Michael Campion, Kalina Campion, Kiana Campion     | Emanuela Rei et Giorgia Boni | 2:38     |          |          |          |          |          |
| 14.        | Sitting Next to Him             | Michael Campion, Kalina Campion, Kiana Campion     | Emanuela Rei et Giorgia Boni | 2:15     |          |          |          |          |          |
| 15.        | Fashion Friends                 | Elisa Rosselli / Maurizio D'Aniello                | Emanuela Rei et Giorgia Boni | 1:41     |          |          |          |          |          |
| 16.        | Come le star                    | Elisa Rosselli / Maurizio D'Aniello                | Emanuela Rei et Giorgia Boni | 3:54     |          |          |          |          |          |
| 45 minutes |                                 |                                                    |                              |          |          |          |          |          |          |

### Autres chansons
1. Be Like Stars (Come le star)
2. Life Is Beautiful
3. I Will Sing (A tutto volume)
4. When You Are Afraid